# (6192) Javiergorosabel
(6192) Javiergorosabel est un astéroïde de la ceinture principale.

## Description
(6192) Javiergorosabel est un astéroïde de la ceinture principale. Il fut découvert le 21 mai 1990 à Palomar par Eleanor Francis Helin. Il présente une orbite caractérisée par un demi-grand axe de 2,29 UA, une excentricité de 0,27 et une inclinaison de 10,3° par rapport à l'écliptique.